# Anaphes luteicornis
Anaphes luteicornis is een vliesvleugelig insect uit de familie Mymaridae. De wetenschappelijke naam is voor het eerst geldig gepubliceerd in 1955 door Soyka.